# صاف بلاغ
صاف بلاغ (به لاتین: Safbulaq) یک منطقه مسکونی در جمهوری آذربایجان است که در شهرستان خیزی واقع شده است.

## ریشه واژه
تا سال ۲۰۱۸ این منطقه چیستی کلیوچ (به روسی: Чистый Ключ، به ترکی آذربایجانی: Çistı Klyuç) نام داشت. چیستی çistı çistıy به‌معنی تمیز یا صاف و کلیوچ Klyuç به‌معنی چشمه است و نام صاف بلاغ نام تغییر یافته زبان روسی آن است.